# Aleksandr Zakuskin
Aleksandr Olegovich Zakuskin (tiếng Nga: Александр Олегович Закускин; sinh ngày 12 tháng 3 năm 1993) là một tiền vệ bóng đá người Nga. Anh thi đấu cho F.K. Lokomotiv-Kazanka Moskva.

## Sự nghiệp câu lạc bộ
Anh có màn ra mắt tại Russian Second Division cho F.K. Lokomotiv-2 Moskva vào ngày 15 tháng 7 năm 2013 trong trận đấu với F.K. Khimki.